# 德國國防軍陸軍第370步兵師
德國國防軍陸軍第370步兵師（德語：370. Infanterie-Division）是納粹德國國防軍陸軍的一個步兵師。該師於1942年2月組建。
該師組建後，在法國駐紮。1942年6月，該師調往東線，此後一直在當地作戰。
該師最後於1944年8月第二次雅西-奇西瑙攻勢被殲，同年10月解散。

## 註腳
1. ↑  Mitcham（2007年）